# Louny
Louny (deutsch Laun) ist eine Stadt in der nordböhmischen Aussiger Region. Die Bezirksstadt am Ufer der Eger hat 18.476 Einwohner (2014).

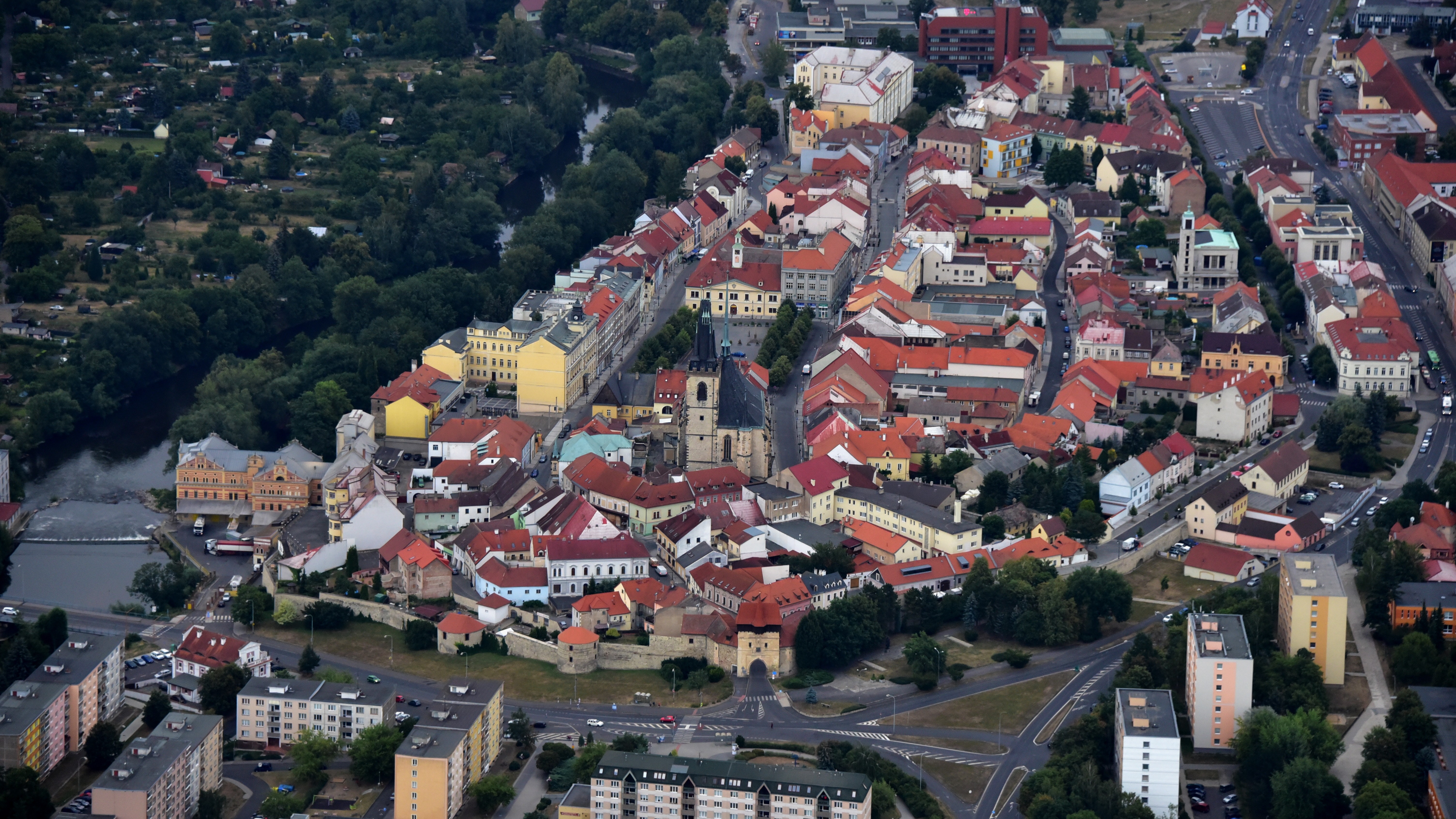
Louny, Luftaufnahme (2018)

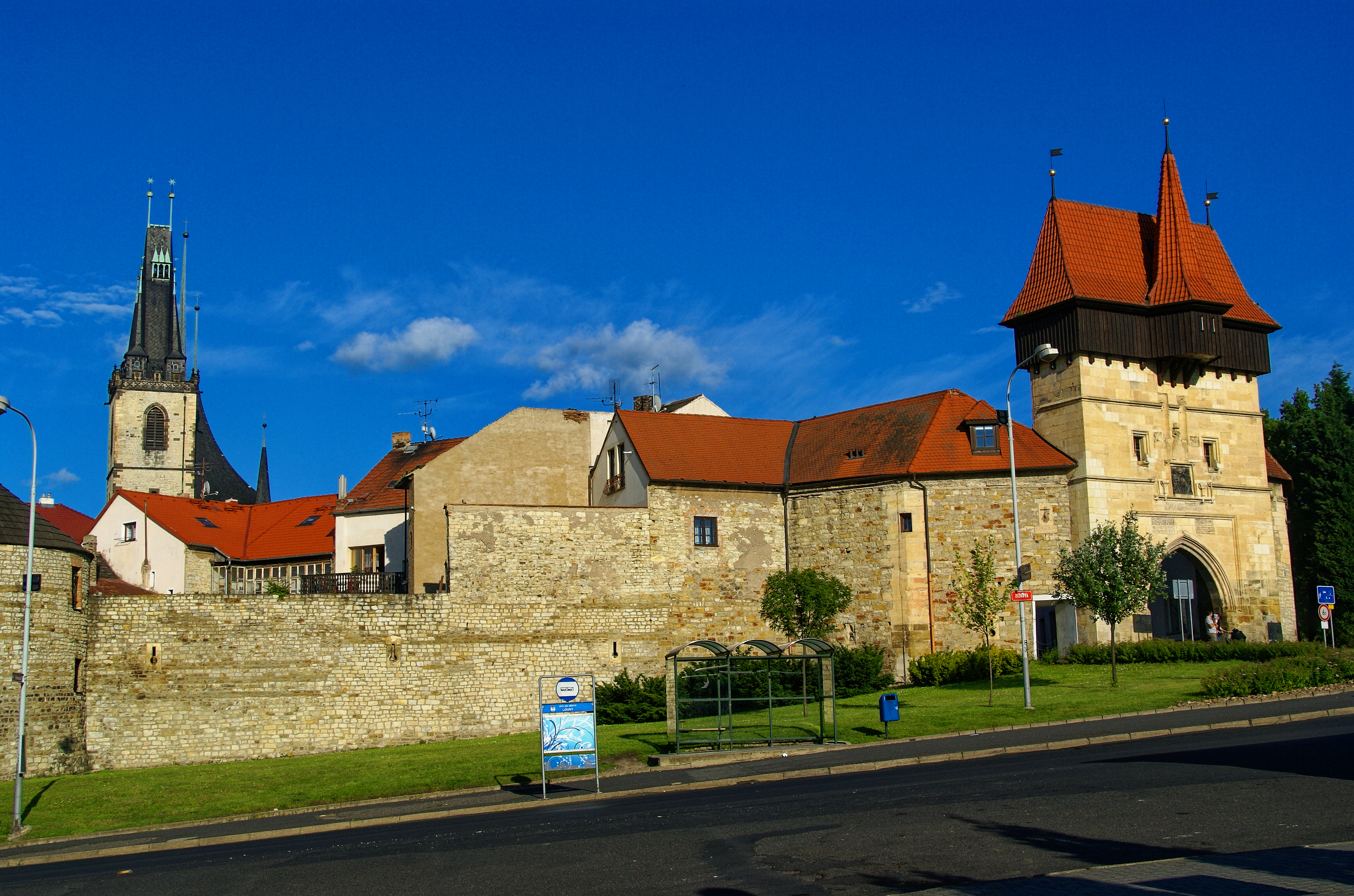
Stadtmauer und Saazer Tor

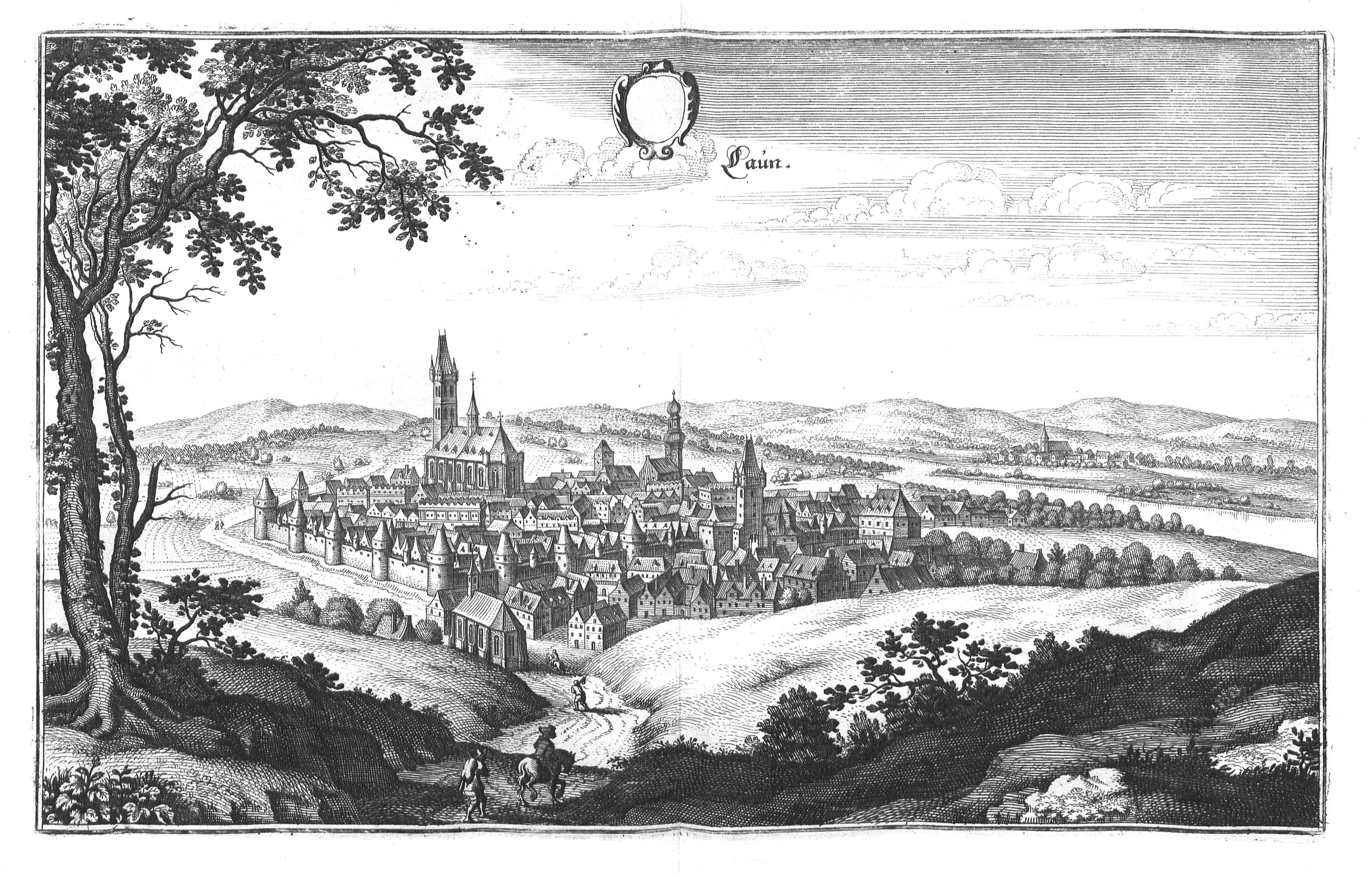
Laun um 1650

## Geschichte
Ausgrabungen im östlichen Gebiet der Stadt zeigten, dass sich dort eine keltische Ansiedlung befand. Später siedelten sich Markomannen in dem Gebiet der heutigen Stadt an. Ausgrabungen sowie Fundstücke belegen ihre Ansiedlung. Die ersten Nachweise einer slawischen Besiedlung stammen aus dem 6. Jahrhundert. Der Name der Stadt soll sich von einem Vornamen Loun oder Luni/Louni herleiten.
Louny wurde erstmals 1088 in einem Besitzverzeichnis des Königs Vratislav I. aufgeführt. 1115 wurde die Stadt, als Eigentum des Klosters Kladruby erwähnt. 1186 wurde die Stadt in einem Dokument des Fürsten Friedrich aufgeführt. Die Königsstadt wurde von Přemysl Ottokar II. in den 1260er Jahren östlich der ursprünglichen Siedlung gegründet.
Die Stadt befand sich an den Handelswegen von Prag nach Dresden und von Nürnberg nach Dresden. Die Reisenden mussten die gesicherten Straßen benutzen und in den jeweiligen Städten übernachten sowie Wegezoll bezahlen. Es bestand eine Furt durch die Eger, die bis auf die Hochwasserzeiten benutzbar war. Später wurde eine Brücke über die Eger und den Polder errichtet. Diese diente dem König und der Stadt als sichere Einnahmequelle, denn Handelsreisende mussten mit ihren Waren auf den Handelsstraßen verkehren. Der von Ottokar II. gegründete Stadtteil befindet sich auf einem natürlichen Hügel, denn es kam vor und ist noch heute der Fall, dass Hochwasser den noch bestehenden Polder, heute Park und Ausstellungsgelände, flutet.
Der zuvor bestehende ältere Siedlungsbereich der Vorstadt wurde in den 1970er Jahren abgerissen. An Stelle der alten Siedlung stehen heute Plattenbauten. Lediglich die älteste Kirche der Stadt nebst Friedhof sind erhalten geblieben. Es wurden viele Gebäude aus dem 14. bis 16. Jahrhundert abgerissen, darunter auch das Badehaus mit eigener Mineralquelle. Diese befindet sich heute unter einer Straße und ist unzugänglich, das Quellwasser wird in die Eger geleitet.
Während der Hussitenbewegung war die Stadt einer der Rückhalte der Hussiten, wobei in dieser Zeit viele katholische Einrichtungen, wie ein Kloster in der Stadt, zerstört wurden. Teilweise sind die Mauern des Klosters erhalten und dienen heute als Mauern für andere Bauten. Der verbliebene historische Stadtkern ist trotz der vielen Brände und Zerstörungen der Vergangenheit erhalten geblieben.
1813 während der Schlacht von Dresden war Louny eine Lazarettstadt. Das noch bestehende Spital sowie alle Hotels und Herbergen dienten als Lazarette. Vornehmlich wurden in Louny die Soldaten und Offiziere des russischen Zaren behandelt. Der Sage nach kam Zar Alexander I. persönlich nach Louny, um Abbitte bei Jean-Victor-Marie Moreau zu leisten.
Ende des 19. Jahrhunderts wurden die Staatsbahnlinien Prag–Brüx, Laun–Rakonitz–Beraun, Laun–Postelberg und Laun–Libochowitz gebaut. Die Stadt wurde Sitz einer Bezirkshauptmannschaft und eines Bezirksgerichts.
Um 1900 lebten in der Bezirksstadt 10.212 Einwohner. Es gab Zuckerfabriken, eine Bierbrauerei, eine Metallwarenfabrik, eine Tonwarenfabrik und Eisenbahnreparaturwerkstätten.

## Stadtgliederung
Die Stadt Louny besteht aus den Ortsteilen und Katastralbezirken Brloh (Bierloch), Louny (Laun) und Nečichy (Netschich). Grundsiedlungseinheiten sind Brloh, Březinka, Domov, Hrnčířská, Ke Pšaňáku, Louny-střed, Louny-Západ, Lužerady, Na Losech, Na Mělcích, Nad Tratí, Nádražní, Nečichy, Nemocnice, Předměstí, Riegerova, Skalka, U Cihelen, U Porcelánky, U Zastávky, V Americe, Vršovka, Výstaviště und Zahradní město.

## Sehenswürdigkeiten

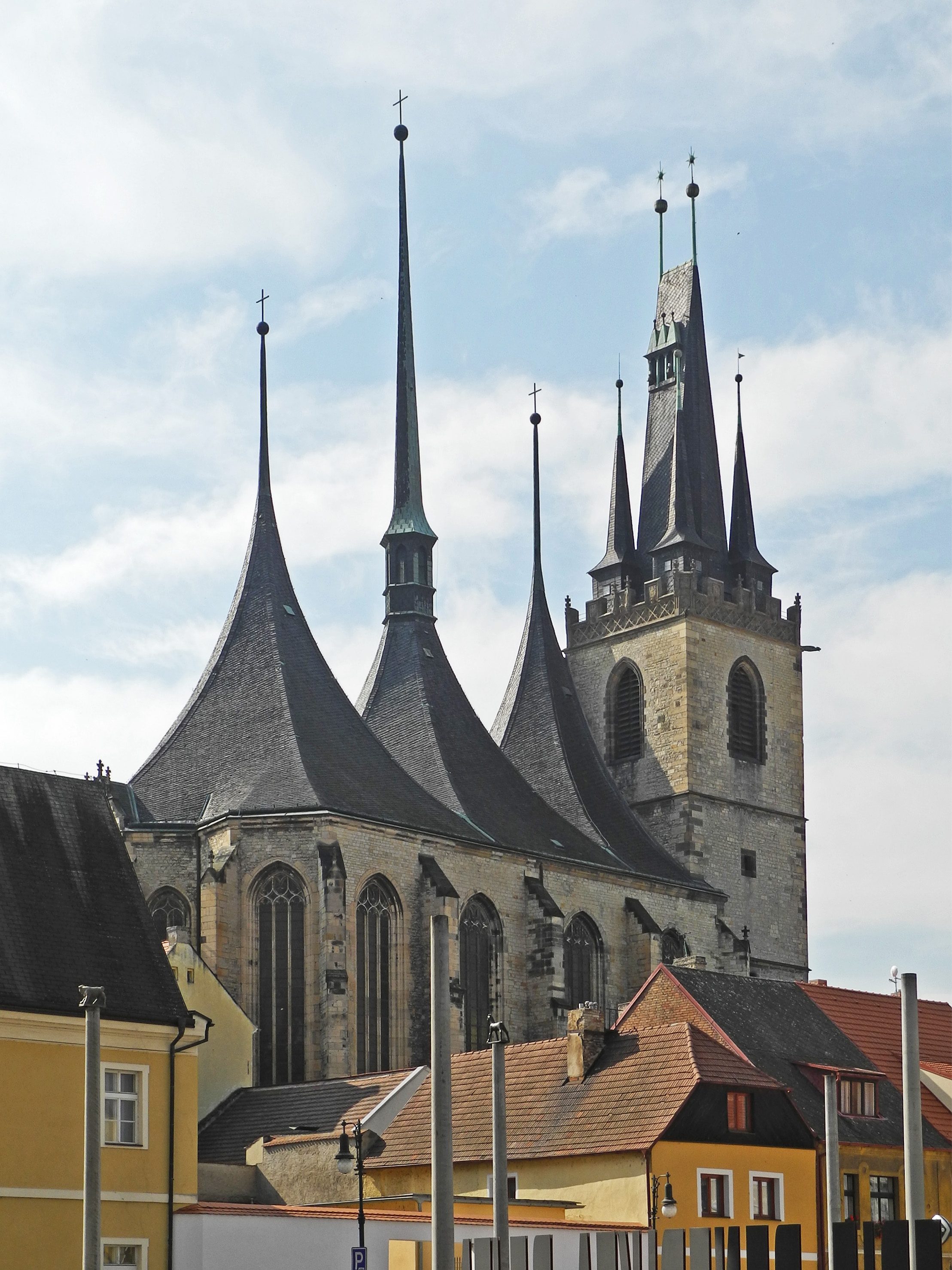
St.-Nikolaus-Kirche

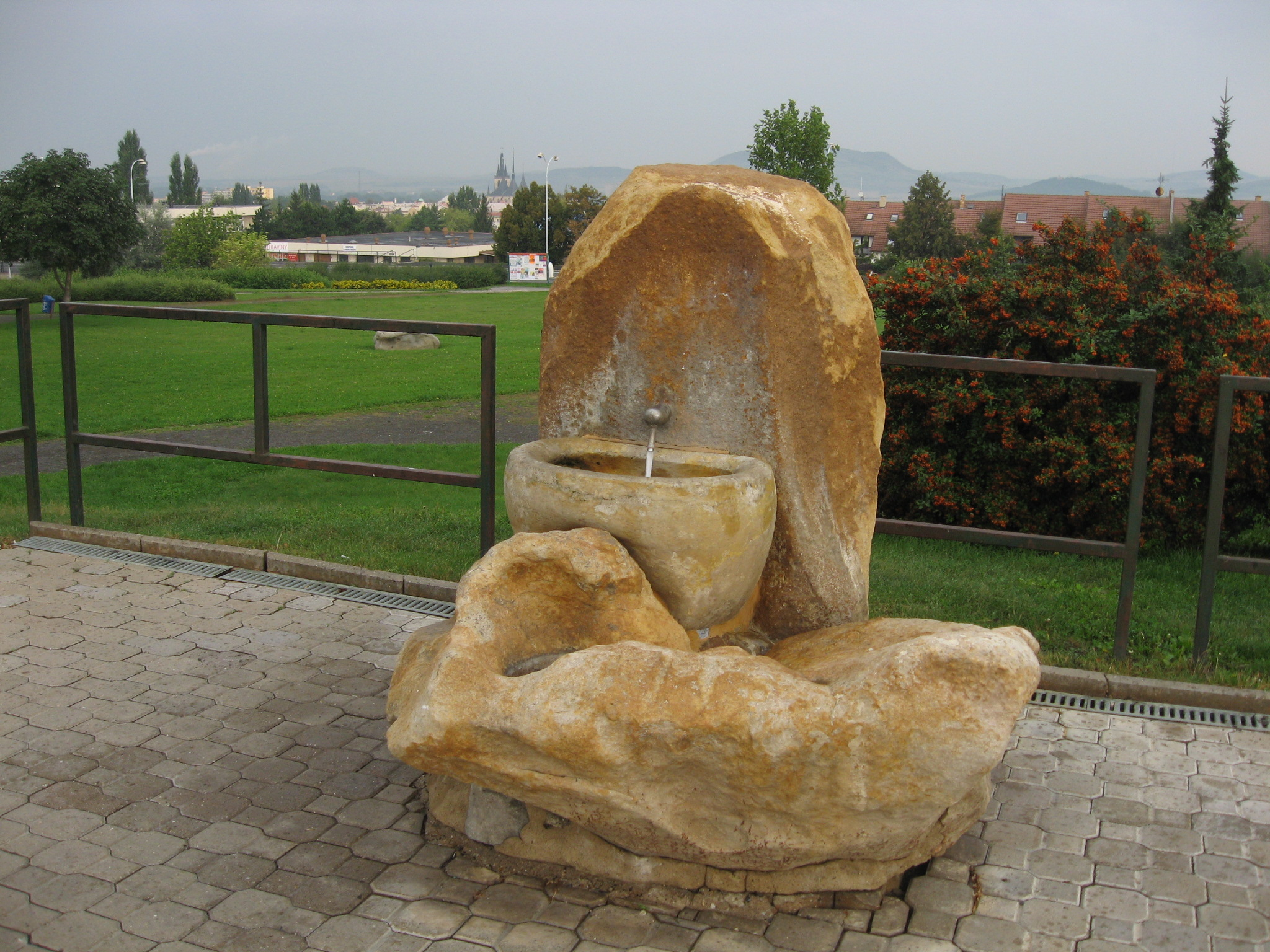
Mineralquelle „Luna“ in Louny

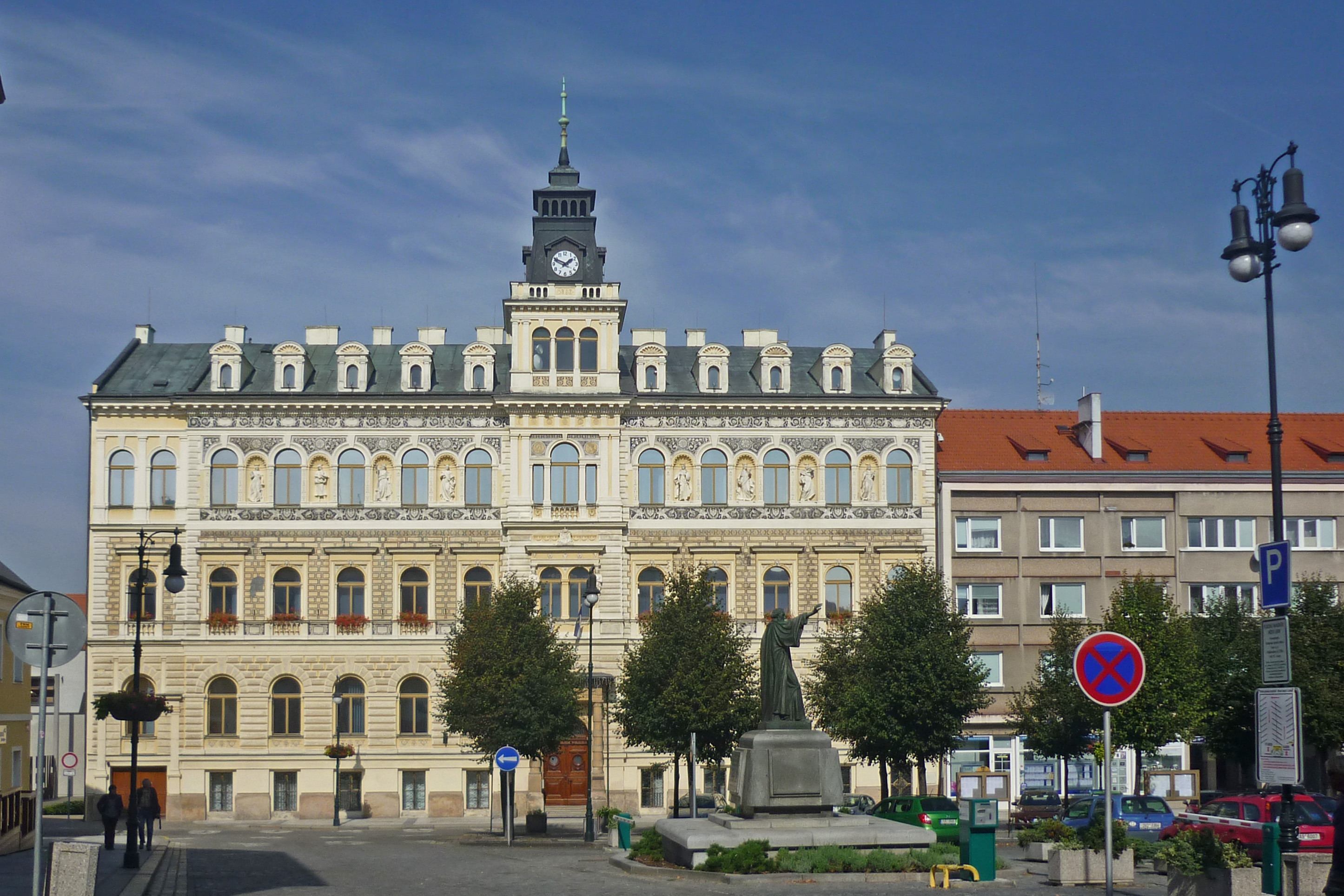
Rathaus

- Das wertvollste, weithin sichtbare Baudenkmal ist die St.-Nikolaus-Kirche. Die spätgotische dreischiffige Kirche mit Türmen aus dem 14. Jahrhundert wurde in den Jahren 1520–38 von dem berühmten königlichen Architekten Benedikt Ried aus Piesting im Geist der Vladislaver Gotik erbaut.[6] An der Wende zum 20. Jahrhundert wurde sie rekonstruiert. In Louny ist eine Galerie zu seinen Ehren eingerichtet.
- Der Einfluss der jüdischen Bevölkerung in der Stadt lässt sich aus der Lage der erhaltenen Gebäude in der Stadt erkennen. Es gab, wie in den anderen Städten, einen abgeschlossenen Bereich. Die ehemalige Judenstraße, das sogenannte Ghetto, die heutige Česká Ulice, ist in ihrem oberen Teil erhalten geblieben. Die Synagoge ist heute ein Archiv. Der jüdische Friedhof ist ebenfalls noch erhalten.
- Die massiven Stadtmauern aus dem 12. Jahrhundert sind weitgehend erhalten und instand gesetzt worden. Sie sind neben dem Saazer Tor (tschech. Žatecká brána) ein Zeugnis des ehemaligen Reichtums der Stadt und ihrer Einwohner.
- Das örtliche Museum, in einem ehemaligen mächtigen Herrenhaus untergebracht, widmet sich der Geschichte der Stadt.
- Weitere bemerkenswerte Kirchen in Louny sind die Kirche St. Peter aus dem 14. Jahrhundert sowie die Kirche der Mutter Jesu Christi aus dem Jahre 1493.
- Der Kirchenbau der Tschechoslowakischen Hussitischen Kirche an der Straße Jakoubkova wurde im Stil der Neuen Sachlichkeit errichtet.
- Die erhaltene Mineralquelle „Luna“ befindet sich auf dem Gelände des Krankenhauses und ist zugänglich. Dem Wasser wird heilende Wirkung nachgesagt, viele Menschen benutzen es auch heute noch für die Behandlung von Schnittwunden.

## Wirtschaft
In der Stadt Louny wie auch in der näheren Umgebung haben sich neben den bestehenden tschechischen Unternehmen vornehmlich japanische Unternehmen angesiedelt. Diese gelten mit ca. 3.500 Arbeitsplätzen als die größten Arbeitgeber und Investoren der Region. Auch ausländische Spezialisten und Arbeitskräfte zogen nach Louny und Umgebung. Damit einhergehend entstand ein Wirtschaftstourismus, vornehmlich aus Japan, Italien und Deutschland.
Parallel nimmt der Erholungstourismus in der Stadt zu. Den größten Zuwachs haben die Gästezahlen aus Russland. Der steigende Wirtschafts- und Erholungstourismus führte dazu, dass Hotels, Pensionen sowie Restaurants gegründet wurden. So gibt es heute etwa 80 Restaurants, Pubs, Weinlokale und Cafés.
Landwirtschaftlich sind die Stadt und ihre Umgebung (Okres Louny) traditionell bekannt für den Anbau von Hopfen hoher Qualität. In Louny gab es mit der Pivovar Louny auch eine bekannte Bierbrauerei, die 2008 von Heineken übernommen und Ende 2010 geschlossen wurde.
An Louny grenzt ein Naturschutzgebiet an.

## Städtepartnerschaften
Laun unterhält Städtepartnerschaften mit folgenden vier Städten:
- Barendrecht, Niederlande
- Lučenec (dt. Lizenz), Slowakei
- Veneux-les-Sablons, Frankreich
- Zschopau, Sachsen Deutschland

## Persönlichkeiten
- Jean-Victor-Marie Moreau (1763–1813), französischer General zur Zeit der Revolution und des Konsulats, Gegner und Rivale Napoleon Bonapartes.
- Josef Mocker (1835–1899), Architekt
- Jaroslav Vrchlický (1853–1912), Schriftsteller und Dichter
- Josef Hlaváček (1864–1944), Harmonikabauer
- Kamil Hilbert (1869–1933), böhmischer Architekt
- Jaroslav Hilbert (1871–1936), Dramatiker, Prosaist und Theaterkritiker
- Václav Hlavatý (1894–1969), Mathematiker
- Konstantin Biebl (1898–1951), Dichter
- Karel Konrád (1899–1971), Schriftsteller
- Bohuslav Kimlička (1915–1991), Pilot des 310. Tschechoslowakischen Jagdgeschwaders der RAF, Ehrenbürger der Stadt Louny
- Zdeněk Sýkora (1920–2011), Maler und Bildhauer
- Jan Frank Fischer (1921–2006), Komponist, Musikwissenschaftler, Schriftsteller und Übersetzer
- Ladislav Novák (1931–2011), Fußballspieler und -trainer
- Miroslav Štěpán (1945–2014), Politiker, kommunistischer Aktivist und Funktionär der Komunistická strana Československa (KSČ)
- Svatopluk Henke (* 1952), Radrennfahrer
- Jaroslav Mucha (* 1956), Eishockeyspieler
- Zbyněk Fiala (* 1964), Radrennfahrer
- Jan Alinč (* 1972), Eishockeyspieler
- Lenka Hlávková (1974–2023), Musikwissenschaftlerin
- Martin Kovář (* 1977), Handballspieler
- Karolína Plíšková (* 1992), Tennisspielerin
- Kristýna Plíšková (* 1992), Tennisspielerin

Vor Ort wirkten:
- Benedikt Ried (1454–1534), Architekt